# Robert Müller (cyclisme)
Pour les articles homonymes, voir Robert Müller (homonymie) et Müller.
Robert Müller, né le 8 août 1986, est un coureur cycliste allemand.

## Palmarès et résultats

### Palmarès par année
- 2017
  - 4e étape du Tour de l'Oder
  - 1re et 3e étapes du Tour de Singkarak
- 2018
  - 11e étape de la Nam Ky Khoi Nghia Race
- 2022
  - 3e étape du Tour de Malte

### Classements mondiaux
| Année           | 2016   | 2017 | 2018 | 2019   |
| --------------- | ------ | ---- | ---- | ------ |
| UCI Europe Tour | 1 463e |      |      | 1 866e |
| UCI Asia Tour   |        |      | 332e |        |